# René Grenier
René Grenier (* 23. Dezember 1943 in Prinquiau; † 5. Februar 2004 in Pontchâteau) war ein französischer Radrennfahrer.

## Sportliche Laufbahn
Grenier war Straßenradsportler. Als Amateur gewann er 1965 eine Etappe der Bulgarien-Rundfahrt und das Eintagesrennen Circuit des Deux Provinces. Letzteres Rennen gewann er erneut 1974. 1966 bestritt er die Internationale Friedensfahrt und wurde 51. der Gesamtwertung. Bei seinem zweiten Start 1967 kam er auf den 37. Gesamtrang.
1968 wurde er Berufsfahrer im Radsportteam Peugeot und blieb bis 1972 als Radprofi aktiv. Danach startete er wieder als Amateur. Er siegte in den Rennen Tour d’Ille-et-Vilaine und Circuit du Bocage vendéen 1967. Als Profi gewann er einige Kriterien.
Grenier bestritt alle Grand Tours jeweils einmal. In der Tour de France 1972 wurde er 57., im Giro d’Italia 1968 84. und in der Vuelta a España 1969 schied er aus.